# Белиз (Ангола)
Белиз (порт. Belize) — город и муниципалитет в Анголе, расположен в провинции Кабинда. По состоянию на сентябрь 2024 года муниципалитет был самым северным в стране.

## Характеристика
Площадь муниципалитета равняется 1600 км², а его население составляет около 18 000 человек. На севере граничит с Республикой Конго, на востоке — с муниципалитетом Миконже, на юге — с Демократической Республикой Конго, а на западе — с муниципалитетами Некуто и Буко-Зау
Муниципалитет состоит из главной коммуны — города Белиз, и коммуны Луали. Ранее в состав его территории также входила коммуна Миконже.